# Klapperslanger
Klapperslanger (Crotalus) er en slægt af giftige slanger, der er opkaldt efter den "rangle", de har på halen og som bruges som en advarsel, når de føler sig truet. De fleste klapperslanger parrer sig i foråret, og alle arter føder levende unger. Mødrene passer deres afkom i 7-10 dage efter fødslen.
Klapperslanger lever af gnavere og andre smådyr. De fanger byttet med en hurtigt hug, hvor de injicerer gift, der lammer og/eller dræber byttedyret med det samme. En klapperslange vil ikke forfølge et større dyr, der ikke umiddelbart bukker under for giften, men forsøger at flygte.
Udbredelsesområdet for klapperslanger strækker sig fra de nordlige dele af Sydamerika til de amerikansk-canadiske grænseområder omkring de store søer.